# بخش بریج‌واتر، شهرستان رایس، مینه سوتا
بخش بریج‌واتر (به انگلیسی: Bridgewater Township) یک منطقهٔ مسکونی در ایالات متحده آمریکا است که در شهرستان رایس، مینه‌سوتا واقع شده‌است.
 بخش بریج‌واتر ۹۴٫۲ کیلومتر مربع مساحت و ۱٬۸۹۸ نفر جمعیت دارد و ۲۹۷ متر بالاتر از سطح دریا واقع شده‌است.